# مردنو
 مِردُنُو  قرية صغيرة تتبع لـالبلدة المركزية (بالفارسية: بخش مركزى ) من توابع مدينة بستك وتقع في محافظة هرمزگان في جنوب إيران.
تقع على بعد 24 كيلومتراً في شمال مدينة بستك.

## حدود قرية مِردُنُو
حدود مِردُنُو: من الشمال: جبل،، ومن الجنوب « شيخ حضور »، ومن الغرب « بيسه »، ومن الشرق تنتهي بـقرية كلويه.

## السكان
يبلغ عدد سكان هذه القرية حسب تعداد السكان لعام 2006 للميلاد، (622) نسمه تشكل (147 عائلة)، من أهل السنة والجماعة وعلى المذهب الشافعي. يتكلون الفارسية باللهجة المحلية، لهم مدارس: ابتدائية، والاعدادية وعيادة صحية صغيرة، وعدد 10 برك لحفظ مياه الأمطار. وشكبة المياه والكهرباء، والهاتف وآبارها قليلة العمق. وكذلك بها ثلاثة برك لحفظ مياه الأمطار إذا سالت الأودية.

## مهنة السكان
يمتهنون بمهنة تربية المواشي والأغنام، والجمال. بالإضافة إلى تربية المواشي والجمال كذلك يستفيدون من أشجار الجبال المحيطة بهم لجلب الحطب وكذلك الأعشاب الطبية الموجودة على سفح الجبل وبيعها في ال

## وصلات خارجية
- التقسيمات الإدارية لمحافظة هرمزگان